# Pinceszínház (Budapest)
A budapesti Pinceszínház a főváros IX. kerületében található, 2007 óta a Ferencvárosi Művelődési Központ tagintézménye.

## Története

### A színházat megelőző időszak
A helytörténeti kutatások alapján tudható, hogy a Ráday utca 5. szám alatti ház 1875-ben épült és helyet adott a „Fogadó a két kék kecskebak”-hoz nevű műintézménynek. Az épület akkor lábakon állt, a földszint egyáltalán nem volt beépítve, hogy a szekerek, lovaskocsik be tudjanak állni az udvarra.  Az említett kecskebakok vörösbronzból, kb. 1-1,5 m magas szobrok lehettek a ház tetején, a saroknál, egy azóta lebontott kupola tetején. Két egymás felé forduló, mellső lábait felemelő patás állatot ábrázolt. A fogadóban átvonuló árusok, kereskedők szálltak meg egy-két éjszakára.
Később az Állami Altiszti Egyesület tulajdona lett a ház, a lakók tőlük bérelhették otthonukat. A két irányba néző épület Ráday utca 5. sz. ház felé néző része műemlék, a Török Pál utcai oldal építésének éve 1890. Az első világháború előtt táncos szórakozóhely volt itt, a háború után a pincében kuglizó, a földszinti részen szórakozóhely működött, hétvégi táncos rendezvényekkel, az egész környék lakói ide jártak táncolni. Alatta nagyméretű pince található, ami a II. világháborúban óvóhely lett, szintén sok környékbeli ház lakóinak menedéket nyújtva. Több mint 200 ember volt lenn egy-egy támadás alkalmával, és a méretére jellemző, hogy mindenkinek jutott fekvőhely.  A felszabadulás után renoválták az épületet (állítólag a két kecske akkor tűnt el, mert bomba nem találta el őket; egy másik lakó szerint 1951-ben még az egyik kecske a helyén volt) a kupolát lebontották, ma csak a hagyományos nyeregtető látható. Az eresz alatt díszesen cizellált minták húzódtak végig, amelyeket levertek és a helyét egyszerűen bedeszkázták. A pincében „kuglizó”-t csináltak, fent a hétvégi táncpartik tovább folytatódtak, míg a hangoskodók miatt a mellékutca felől is csináltak bejáratot, mert addig csak a ház belső udvara felől lehetett megközelíteni. Az eredetileg csak a Ráday utca felől megközelíthető helyiségek bejáratát az 1965-66-os átépítés során alakították ki a Török Pál utca felé, amely akkor kapta a Török Pál u. 3-as számot. Az ottani bejáratot Mattioni Eszter Táncoló leány című mozaikképe díszíti.
Az ötvenes évek végén a Soroksári úti Likőrgyár nyugdíjas klubja működött itt.

### Az 1960-as évektől az 1990-as évekig
A kerületi Tanács 1962-ben alapította első önálló művelődési otthonát a Ráday u. 5 szám alatti épület Török Pál utcai részén. A kedvezőbb adottságokat elváró művelődési házi besorolási kategória helyett az „otthon” elnevezés jobban illett az intézményre. A művelődési otthon alig száz négyzetméteres nagyteremének ülőhelyszáma 100 fő, befogadóképessége maximum 120 fő. 1966. május 13-ától viseli a Török Pál utcai intézmény Kosztolányi Dezső nevét. A névadó ünnepségen meghívottként részt vett Kosztolányi özvegye, Harmos Ilonka, a híres Ilona című vers ihletője, és Kosztolányi fia, Ádám is.
A Kosztolányi Művelődési Otthonban működő Pinceszínház eredetileg marionett-bábszínház volt az Astra Marionett Stúdió számára, de ennek helyét 1966. április 2-án a Budapesti Ifjúsági Színpad vette át, amely hamarosan Pinceszínház néven vált ismertté. Keleti István és Mezei Éva nevéhez fűződik a Pinceszínház legendájának kezdete és első három évtizede.

### Az 1990-es évek óta
Kiemelendő szempont, hogy a színháznak egészen 1993-ig nem volt azonos a fenntartója a művelődési otthonéval. A Pinceszínház a Fővárosi Tanács közvetlen felügyelete alá tartozott, előbb a Fővárosi Művelődési Ház egyik telephelyeként, majd 1979-től, a Budapesti Művelődési Központ megalapításától a XI. kerületi BMK egyik telephelyeként, nagy szakmai és gazdasági önállósággal rendelkezett. Keleti István 1969. január 1-től hivatalosan is a Pinceszínház vezetőjeként szerepel. Ezt a tisztet egészen 1985 tavaszáig töltötte be, amikor felkérésre megpályázta és elnyerte a Gyermekszínház, a későbbiekben általa elnevezett Arany János Színház igazgatói tisztét.
Keletit 1985-ben a színház kezdetekor vele együtt dolgozó Mezei Éva követte. Mezei Éva 1986 októberében, egy diákrendezők számára tartott tanfolyamon rosszul lett és még aznap este, 57 éves korában elhunyt. Váratlanul maradt elismert, nagy tekintélyű vezető nélkül a színház. Ez a körülmény lett a kiindulópontja annak a majd fél évtizedig tartó küzdelemnek, ami ettől kezdve kibontakozott a Pinceszínház működtetése, szakmai irányítása és fenntartása körül a kerület és a fővárosi kulturális irányítás között. Az eredője ennek a sok éven át zajló harcnak valójában az a hiányosság volt - amely műszakilag bizonyára indokolt, hiszen az eltelt évtizedek alatti számos felújítás, átalakítás során sem változott -, hogy a Pinceszínház a művelődési házéhoz hasonlóan 100 főre méretezett nézőteréhez, irodájához és színházi öltőihez semmilyen vizesblokk nem tartozott, és nézői csak a művelődési ház felől mehettek le az előadásokat megtekinteni. Büfé is csak a művelődési házi szinten állt rendelkezésre, a mindenkori művelődési ház üzemeltetésében.
Mindaddig, amíg Keleti és Mezei révén megkérdőjelezhetetlen tekintélyek irányították a színházi munkát, kevesebb előadással, főként amatőrszínházi műhelyként, a status quo-t minden fél tiszteletben tartotta. Sőt, a harmonikus és eredményes együttműködésre alapozva, a Fővárosi Tanács V.B. Művelődési Főosztálya és a Budapesti Művelődési Központ szakmai támogatásával jött létre 1979-ben a művelődési házban a Budapesti Diákszínjátszó Bázis. A diákszínjátszó bázis munkájában Keleti István szakmai vezetőként támogatta a művelődési házban népművelőként alkalmazott Illés Klára tevékenységét, számos sikeres színházrendezői tanfolyamot, tábort, budapesti diákszínjátszó seregszemlét bonyolítottak le együtt.
A feszültségek akkor kezdődtek, amikor Mezei Éva halálát követően, alig egy hónapon belül, a Fővárosi Tanács V.B. Művelődési Főosztály munkatársát, dr. Bodansky Györgyöt kinevezték a Pinceszínház igazgatójának. Bodansky törekvései a profi színházi működés irányába tartottak, ehhez azonban a működési feltételeket csak akkor lehetett volna biztosítani, ha a művelődési házi és a színházi közönség kiszolgálása nem ütközik. A legtöbb feszültség forrása a zaj átszűrődése volt, de nem kis nehézséget jelentett a kétféle közönség áteresztése és infrastruktúrával történő ellátása sem, annál is inkább, mivel a Hagyomány Iskolája, Rolling Stones Klub, Benkó Klub révén a művelődési ház a 80-as évek végén, 90-es évek elején gyakorlatilag minden hétköznap este foglalt volt. Egyre inkább nyilvánvalóvá vált, hogy a probléma csak úgy oldható meg, ha egységes irányítással működik a két intézmény. A Pinceszínház pozícióját gyengítette, hogy hiába hozott létre sikeres produkciókat, hívott vendégművészeket, valójában saját társulattal nem rendelkezett, a saját társulati mag továbbra is amatőr jellegű volt, ugyanakkor repertoárjának profi színházi törekvései a nem-hivatásos és az alakuló alternatív színházi szcénában is kívülállóvá tették. A történetet a BMK és a Pinceszínház oldaláról tekintve, a Budapesti Művelődési Központ első három évtizedét bemutató kötet jól foglalja össze.
A nyitottabb, színesebb művelődési házi tevékenység – gazdasági eredményesség és sok látogató, a helyi pártok megalakulása, a kulturális utca megszervezése – jó alapot teremtett arra, hogy a megalakuló Ferencvárosi Önkormányzat egyre aktívabban kezdeményezze a nemrég létrejött Fővárosi Önkormányzatnál a Pinceszínháznak a kerülethez történő csatolását, az ingatlan helyzetének megnyugtató és végleges rendezését. Miközben a színház igyekezett megtartani és növelni presztízsét, a művelődési ház részéről is beadványok, koncepciók sora született, amely azt kívánta alátámasztani, hogy a diákszínházi jelleghez kellene visszakanyarodni, valamint, a „két intézmény – egy tulajdonos” helyzet megszünteti majd az áldatlan állapotokat.
Végül 1993-ban került pont a történet végére: a Ferencvárosi Önkormányzat által a Fővárosnak megváltásul biztosított tulajdon felajánlásával, vagyis tulajdoncserével a Budapesti Művelődési Központ telephelye megszűnt a Török Pál utcában és a Pinceszínház az akkor létrejövő Kosztolányi Kulturális Központ (KKK) része lett. Ez utóbbi 1999-ben megszűnt.

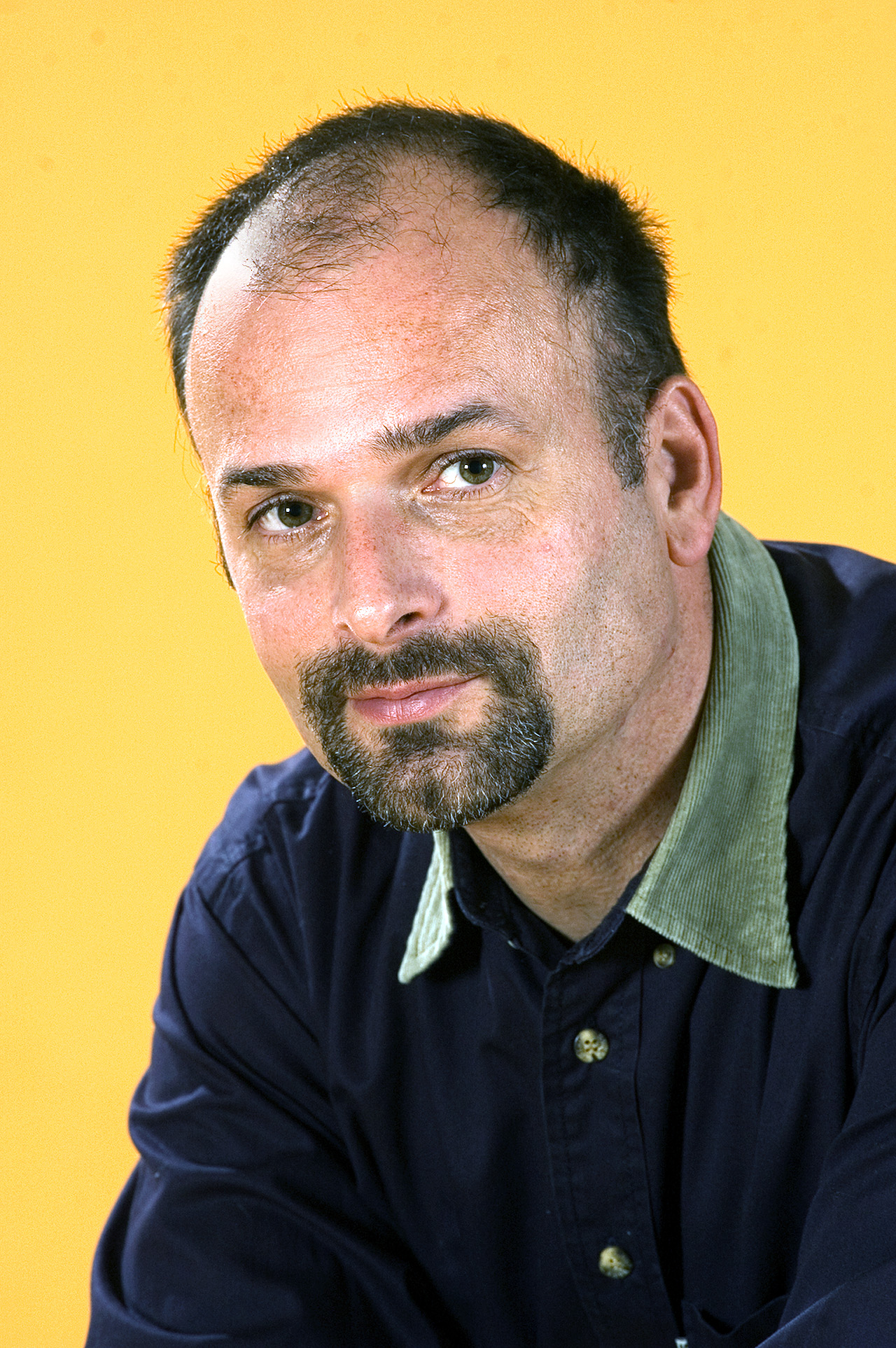
Zubornyák Zoltán 2006-ban a Ferencvárosi Művelődési Központ igazgatójaként
(Dr. Nehéz-Posony Kata felvétele)

A korábbi Piccolo Színház megszűnésével nyitott újra a Pinceszínház a Török Pál utcában. 2016 szeptembere táján derült ki egy IX. kerületi testületi ülésen, hogy megszűnik a Fenyár Kht., amely a teátrumot is működtette. A közhasznú társaság jogutód nélkül szűnt meg, és a kerület a színház megszüntetése mellett döntött és a színház mellett a nyári játékokat is a Ferencvárosi Művelődési Központnak (FMK) adta.
2007. január elsejétől kapott helyet az új művészeti koncepció, melyben a régiből megmaradt az Éjszakai Színház, a Karaván, az ötvenéves Benkó Dixieland Band klubja. Az új művészeti vezető Gárdos Péter rendező lett.
Ugyanezen évtől a színház a Ferencvárosi Művelődési Központ tagintézménye, miután Zubornyák Zoltán és Kőváry Katalin rendező kezdeményezte, hogy újra megalakítsák. Elhatározásuk szerint világos, művészileg jól körülírható, határozott profilt szerettek volna megvalósítani, amelynek fő eleme a próza, amellyel Keleti István és a Mezei Éva által képviselt szellemiséget, alkotó- és műhelymunkát, a színészek önálló estjeinek bemutatását tűzték ki célul, emellett pedig azt, hogy egy színészközpontú színházat hozzanak létre.
Az épület tehát nem csak az amatőr, majd profi színjátszásáról ismert a lenti színházteremben, hanem a Benkó Dixielandről is, amely a felső teremben alakította ki klubját és működtette több, mint ötven éven keresztül. Helyüket, a szerda esti klubkoncertek rendezését  - Benkó Sándor halála után - 2016-tól a Dixie Kings of Hungary folytatja.

## Bemutatók
- 1991.04.20: Fjodor Mihajlovics Dosztojevszkij művéből Andrzej Wajda: Bűn, bűnhődés (rendező: Vajdai Vilmos)[4]
- 1992.12.20: Hernádi Gyula: Hasfelmetsző Jack (rendező: Bodansky György)[5]
- 1993.04.30: Hubay Miklós: Egy szerelem három éjszakája (rendező: Bodansky György)[6]
- 1993.12.23: Sławomir Mrożek: Piotr Ohey mártíromsága (rendező: Koltai Judit)[7]
- 1995.10.28: Garaczi László: Imoga (rendező: Kőváry Katalin)[8]
- 1997.04.18: Illés Györgyi, Kárpáti Levente: East-West blues (rendező: Illés Györgyi, Kárpáti Levente)[9]
- 1998.04.11: Somogyi István: Madách (rendező: Somogyi István)[10]
- 1998.09.19: Rejtő Jenő művéből Ladányi Bálint: Az elveszett cirkáló (rendező: Kaposi József, társrendező: Perényi Balázs)[11]
- 2007.02.08: Egressy Zoltán: Vesztett éden (rendező: Kőváry Katalin)[12]
- 2007.05.04: ?: Ki kért meg rá, hogy énekelj? (rendező: ?)[13]
- 2007.11.02: Marta Ljubková: Exit (rendező: Marta Ljubková)[14]
- 2007.12.01: Fjodor Mihajlovics Dosztojevszkij művéből Andrzej Wajda és Maciej Karpinski: Nasztaszja Filippovna (rendező: Kőváry Judit)[15]
- 2007.12.21: Tin Andersen Axell művéből Szántó Erika: Garbo (rendező: Szántó Erika)[16]
- 2008.03.08: Martin Sherman művéből Galambos Attila: Isadora (rendező: Galambos Attila)[17]
- 2008.05.09: William Gibson: Libikóka (rendező: Verebes István)[18]
- 2009.03.22: Győrei Zsolt, Schlachtovszky Csaba: Drakula vajda, Mátyás királynak rabja (rendező: Kiss Csaba)[19]
- 2009.04.24: Kiss Csaba: Esti próba (Zampano és Gelsomina) (rendező: Kiss Csaba)[20]

## Igazgatói
- Keleti István (1969–1985)
- Mezei Éva (1985–1986)
- Bodansky György (1986–1993)
- Szigeti Árpád (Vass Péter művészeti vezető) (1993–1997)
- Somogyi István és Kőváry Katalin művészeti vezető (1997–2000)
- Béres Mártonné (Miklós Tibor művészeti vezető) (2000–2007)
- Zubornyák Zoltán (Gárdos Péter művészeti vezető) (2007–2011)[21][22]
- Soós Péter (2015–2021)[23][24]
- Sztarenki Pál (2021–)[25]

## Művészek (2023/2024)
- Ágens
- Barsi Márton
- Bozó Andrea
- Cserna Antal
- Csiby Gergely
- Dobra Mara
- Elek Ferenc
- Epres Attila
- Grisnik Petra
- Herczeg Adrienn
- Jeney Luca
- Jordán Tamás
- Kakasy Dóra
- Kaszás Gergő
- Katona Levente
- Kátai Kinga
- Klem Viktor
- Labán Roland
- Makranczi Zalán
- Marton Róbert
- Medveczky Balázs
- Nagyabonyi Emese
- Ricz Ármin
- Schneider Zoltán
- Sztarenki Dóra
- Takács Géza
- Tóth András
- Tóth József
- Vándor Éva
- Varga Klári
- Végh Péter
- Vizi Dávid
- Vucsics Virág